# Pseudogrippina wanganellica
Pseudogrippina wanganellica är en musselart som beskrevs av B.A. Marshall 2002. Pseudogrippina wanganellica ingår i släktet Pseudogrippina och familjen Cuspidariidae. Inga underarter finns listade i Catalogue of Life.